# 覚前昌也
覚前 昌也（かくぜん まさや、1981年7月9日 - ）は、京都府宇治市出身の元プロ野球選手（外野手）。

## 来歴・人物
小学校時代にエースで4番で全国制覇。
中学時代には「京都田辺硬式野球部」で下級生から中心選手として、1年時から3年連続全国大会優勝を達成。その当時、元ヤクルトの三上真司・元阪神の東辰弥・元日本ハムの駒居鉄平・内海哲也・今江敏晃らと共に汗を流していた。3年時には、全日本代表に選出。3番・キャプテンとして、世界大会に出場し、世界一を達成。その当時のボーイズリーグで№１プレーヤーと称された。
PL学園に進学後、主将として1999年の春の甲子園に出場しベスト4に貢献。同年のドラフト会議にて、走攻守三拍子そろった選手として大阪近鉄バファローズから7位指名を受け入団。 
しかし、PL学園時代から悩まされ続けた肩痛が完治せず、一軍出場のないまま、2003年に引退。
引退決定時、まだ若く甲子園出場経験もあることから、複数の社会人チームからオファーもあったが故障の影響もあり、現役を引退した。
その後は、会社員として再就職する旨が球団を通して発表された。

## 詳細情報

### 年度別打撃成績
- 一軍公式戦出場なし

### 背番号
- 53 （2000年 - 2003年）